# Gunnar Gustafsson (politiker)
Martin Gunnar Gustafsson, född 30 mars 1922 i Röra församling, Göteborgs och Bohus län, död 16 februari 1993 i Morlanda församling, Göteborgs och Bohus län, var en svensk ombudsman och socialdemokratisk riksdagspolitiker.
Gustafsson var ledamot av riksdagens andra kammare 1958–1970, invald i Göteborgs och Bohus läns valkrets. Åren 1971–1975 var han ledamot av den nya enkammarriksdagen, samt utredningsman för Försvarets fredsorganisationsutredning. Han var därefter generaldirektör i Civilförsvarsstyrelsen fram till 1986.